# Vézelay
Vézelay è un comune francese di 472 abitanti situato nel dipartimento della Yonne nella regione della Borgogna-Franca Contea; piccolo borgo medievale posizionato su una collina isolata tra le pianure del vicino Parco naturale regionale del Morvan (sulla strada percorsa dai pellegrini di Santiago di Compostela), è stato dichiarato dall'UNESCO patrimonio dell'umanità.
I suoi monumenti più importanti sono:
- la grande chiesa abbaziale di Sainte Madeleine, centro di pellegrinaggi medievali (restaurata nel XIX secolo da Viollet-le-Duc),
- le mura che circondano ancora buona parte del borgo, munite di sette torri e ancora accessibili
- il convento francescano La Cordelle, dove Bernardo di Chiaravalle predicò la seconda crociata nel 1146

## Geografia

### Posizione
Vézelay si trova a 15 km d'Avallon a est, a 21 km da Clamecy a ovest e a 45 km d'Auxerre a nord.
La città domina la valle della Cure che è stata a lungo la principale via di comunicazione della regione e il confine tra il Nivernais e la Borgogna.

## Società

### Evoluzione demografica
Abitanti censiti